# جون هاريسون (دبلوماسي)

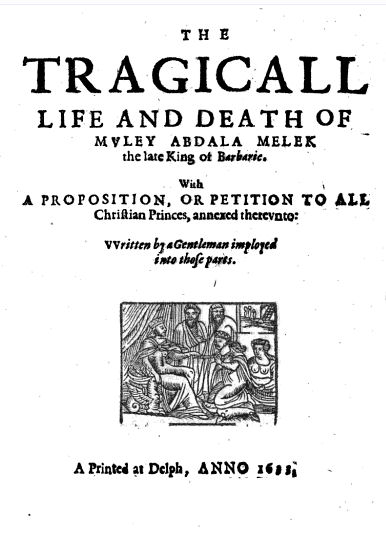
واجهة مطبوع سيرة عبد الملك بن زيدان، التي ألفها جون هاريسون سنة 1633م.

جون هاريسون (بالإنجليزية: John Harrison)‏ مبعوث دبلوماسي إنجليزي في المغرب خلال القرن السابع عشر. بعثه جيمس الأول ملك إنجلترا إلى سلطان المغرب زيدان الناصر. زار هذا الدبلوماسي بلاد المغرب ثماني مرات، من بينها بعثات 1610، 1613، 1615م من أجل التفاوض لإطلاق سراح أسرى إنجليز.
وعندما تحالفت فلاندرز وإنجلترا، اتصل الإنجليز بالمهاجرين الأندلسيين في تطوان وسلا، لتقوية صفوفهم في حربهم على إسبانيا عام 1625م، من أجل محاصرة ميناء قادش والاستيلاء على الأسطول الإسباني القادم من العالم الجديد. وتفاوض هذا الدبلوماسي سنة 1627م مع زعيم الحركة الجهادية آنذاك محمد العياشي، حاكم سلا وهي معقل القرصنة البحرية، من أجل تحالفه مع إنجلترا، التي ستمده بالعتاد ضد المولى زيدان مقابل اطلاق صراح الأسرى الإنجليز، ولكن الملك تشارلز الأول رفض التفاوض مع الثوار وظلت مراكبه تقتنص السفن القرصانية.
وألف جون هاريسون سنة 1633م سيرة ذاتية للسلطان عبد الملك بن زيدان، نشر تحت عنوان «الحياة والوفاة المأسوية لمولاي عبد الملك، ملك بلاد البربر الراحل» (بالإنجليزية: The Tragical Life and Death of Muley Abdala Melek the late King of Barbarie)‏. كشف في هذا الكتاب عن غرائب تهافت الأبناء والأعمام والأخوال على السلطة والدسائس التي شهدها القصر قبل أن تنهار الدولة السعدية.